# سانتياجو جيرالدو

## روابط إضافية
- سانتياجو جيرالدو على موقع رابطة محترفي التنس (الإنجليزية)
- سانتياجو جيرالدو على موقع الاتحاد الدولي لكرة المضرب (الإنجليزية)
- سانتياجو جيرالدو على موقع كأس ديفيز (الإنجليزية)
- سانتياجو جيرالدو على موقع خلاصة التنس.كوم (الإنجليزية)
- سانتياجو جيرالدو على موقع إي إس بي إن.كوم (الإنجليزية)
- سانتياجو جيرالدو على موقع أوليمبيديا (الإنجليزية)